# 佳民集團
佳民集團有限公司，簡稱佳民集團（英語：Jia Group Holdings Limited，港交所：8519），在2010年，由主席黃佩茵（羅仲榮媳婦），於總部香港成立首家「208 Duecento Otto」，2013年成立「都爹利會館」，其業務在香港經營提供全服務式的獨立經營餐廳。
股份在2018年2月8日於港交所創業板上市。招股定價為0.3港元，發行新股數目為2.15億股，集資額為6450萬港元，用作研創全新餐飲概念及餐廳、為現有餐廳進行保養、償還定期貸款；和用作營運資金及其他一般公司用途。

## 外部連結
- jiagroup.co （页面存档备份，存于）